# Ferienpass
Ein Ferienpass ist ein i. d. R. von einer Gebietskörperschaft ausgegebener Berechtigungsschein bzw. Gutschein, der Kindern und Jugendlichen den vergünstigten oder sogar kostenlosen Zugang zu regulären oder speziell veranstalteten Freizeitaktivitäten während den Schulferien gewährt. Oft ist der Ferienpass als Stempelkarte ausgeführt, bei denen die Aktivitäten oder Termine gesondert berechnet bzw. Felder bei Teilnahme entwertet werden können. Häufig ist auch die kostenlose Benutzung öffentlicher Verkehrsmittel mit dem Pass möglich, denn nicht immer gelten die Fahrkarten von schulpflichtigen Kindern auch in der Ferienzeit. Einer der ältesten dieser Art ist der Hamburger Ferienpass, den es bereits seit 1969 gibt.
Seine sozialpolitische Funktion ist vielfältig, zum einen sollen Kindern attraktive, abwechslungsreiche Freizeitangebote gemacht, zum anderen die z. T. hohen Kosten für die Freizeitgestaltung von Kindern in den Ferien abgemildert werden.